# 辛香峠
辛香峠（からこうとうげ、からことうげ）は、岡山県岡山市北区菅野と岡山県岡山市北区御津地域中山との境目に存在する峠。国道53号が通る辛香隧道付近を指す。
一般には「からこう」と呼ばれているが、道路台帳上では「からこ」である。

## 概要
国道53号の現道である辛香隧道を経由するルートは1967年に完成したものである。それまでの旧道はやや西の峠道であった。なお旧道は荒廃が著しく、既に一部が土地として払い下げられているため通行はできない。
トンネルの南側に位置する岡山市北区吉宗側周辺には、自動車運転免許の塾（ヘッドホーン講習という看板やのぼりがある）やゲームセンター付きドライブインを改装した新見市産のそば粉使用のそば屋（辛幸パーク。ただしその後ドライブイン時代の自販機がそのままでそば屋がなくなり骨董屋のオークション会場になる）、ラブホテル跡地の産廃処理業者の施設と、ラブホテルがある。北側の岡山市北区御津側周辺には、岡山理科大学の合宿用施設、ゴルフ場、うどん店と、この店の隣の敷地内には中華そば専門店の玉松（看板は岡山ラーメン玉松）と喫茶店の二番館辛香店が存在する。以前にはステーキ屋のレディーキラーとカレー屋が有り、うどん屋の横には果物専門の青果店（地元民ではなくて道路通行車両の乗車人向け感が漂う店）が有ったが建物が存在してない。

トンネルの出入口には、高速道路のトンネルの様にトンネル内でラジオが聴けると表示してある。また、トンネルがある山の中腹部分の御津側には運転免許試験場がある。

## 行き方
天満屋バスステーションまたは岡山駅構内バス乗り場から岡電バスと中鉄バスの共同運行の運転免許試験場行き（ノンストップ便は停まらない）または、中鉄バスの御津経由で吉備中央町方面に行く便に乗車し、金山口で下車する。岡山市北区御津側に行く場合は、トンネルを出てすぐの交流会館前で下車する。
- 但し、運転免許試験場行きは施設の閉館時間後に到着する便から行き先表示が辛香口行きになる。

また、JR西日本津山線金川駅や野々口駅からも中鉄バス運行の運転免許試験場を経由する路線バスやコミュニティーバスが出ている。この場合は、御津側に行く場合は北区御津中山付近のバス停で下車し、菅野方面に行く場合は金山口バス停や辛香バス停で降りる。（御津側発着便のバスは金川駅は構内まで乗り入れるが、野々口駅は近所の葛城橋バス停を使用する。）
ICカード型乗車券のHarecaが使え、スルッとKANSAI協議会に加盟しているため、PiTaPaとJR西日本のICOCAにも対応している。2017年10月からはJRの改札機と同様に全国の交通系ICカードにも対応した。ただし、チャージは自社運営のHarecaのみ対応である。運転免許試験場行きの岡電バスと中鉄バスの共同運行便のみ使用可能。（吉備中央町まで行く中鉄バスや御津・建部内発着の運転免許試験場経由国立病院行きのコミュニティーバスには使えません）